# 플레이런TV
플레이런TV는 대한민국의 놀이 교육 채널이다. 2009년 개국한 정철 영어TV에서 상호가 변경되었다. '부모의 눈으로 만드는 키즈채널'이라는 슬로건 아래 PLAY(놀이)와 LEARN(교육)의 결합으로 놀이를 통해 재미있게 배울 수 있는 놀이교육 콘텐츠를 자체 제작, 미디어 플랫폼에 제공하고 있다.

## 채널 송출
- 총 1,600만 가구에 송출되고 있다.

## 플레이런TV 번호 안내
http://playlearn.co.kr/channel

## 케이블 번호
- LG헬로비전 226번
- SK브로드밴드 184번
- 딜라이브 215번
- KT HCN 334번
- ABN아름방송 407번
- CMB 103번(대구 99번)
- CCS충북방송 116번
- 금강방송 572번
- KCTV제주방송 405번
- 서경방송 326번
- JCN울산중앙방송 217번

## 인터넷 생방송
- 스마트폰과 테블릿 PC에서는 U+모바일tv라는 앱에서 로그인 하면 무료로 생방송을 시청할 수 있다.